# Бобононг
Бобононг (англ. Bobonong) — город на востоке Ботсваны, на территории Центрального округа.

## Географическое положение
Город находится в юго-восточной части округа, на правом берегу реки Мотлоуце, на расстоянии приблизительно 380 километров к северо-востоку от столицы страны Габороне. Абсолютная высота — 728 метров над уровнем моря.

## Население
По данным официальной переписи 2011 года численность населения составляла 17 352 человек.
Динамика численности населения города по годам:
| 1981  | 1991  | 2001   | 2011   | 2013   |
| ----- | ----- | ------ | ------ | ------ |
| 4 711 | 7 708 | 14 622 | 17 352 | 18 083 |

## Достопримечательности
В 15 километрах к северу города расположены холмы Лепоколе, являющиеся продолжением холмов Матобо. Холмы известны прежде всего своими наскальными рисунками.

## Транспорт
Ближайший аэропорт расположен в городе Селеби-Пхикве.